# Prämonstratenserstift Gottesstadt
Das Stift St. Marien, genannt Gottesstadt (claustrum sancte Marie quod dicitur Civitas Dei) war eine Niederlassung des Prämonstratenserordens bei Oderberg im heutigen Brandenburg im 13. Jahrhundert.

## Lage
Das Stift lag östlich des damaligen Oderberg in dem slawischen Dorf Barsdin in der Nähe der Alten Oder. Es befand sich im südlichen Teil der heutigen Straße Mariensteig an der Kreuzung zum Oberkiez, westlich der Angermünder Straße. Von der Marienkirche und dem südlich davon gelegenen Kreuzgang ist oberirdisch nichts erhalten.

## Geschichte
Wahrscheinlich 1210 wurde ein Hospital in dem Dorf Barsdin gegründet, möglicherweise vom pommerschen Prämonstratenserstift Gramzow.
1231 erlaubten die brandenburgischen Markgrafenbrüder Johann I. und Otto III. dem dortigen Priester Theodoricus (Dietrich), ein Kloster zu Ehren der heiligen Jungfrau Maria zu gründen. Diese Gründung geschah wahrscheinlich 1232. Von 1233 sind zwei Bestätigungsurkunden des Bischofs von Cammin und des Papstes mit Erwähnung von Besitzrechten bekannt.
Weitere historische Nachrichten über das Stift sind nicht erhalten.
1258 bestand es nicht mehr. Das dortige Hospital wurde in diesem Jahr dem neuen Zisterzienserkloster Mariensee (später Chorin) übergeben. Dieses Hospital  wurde um 1371 nach Chorin verlegt. Die Gebäude und der umliegende Landbesitz gehörten dem Kloster Chorin bis in das 16. Jahrhundert.
1786 waren noch Ruinen der Marienkirche vorhanden.
Es gab bisher keine archäologischen Untersuchungen.